# Scavage
Scavage es un sistema de búsqueda orientado al comercio exterior, en especial a la región del Mercosur, que mantiene información histórica sobre operaciones de importación y exportación, afectaciones sobre el nomenclador arancelario y un directorio de operadores con datos de contacto y movimientos recientes.

## Significado de Scavage
Según se comenta, el nombre con el que fue adquirido el dominio www.scavage.com, y posteriormente bautizado como el Proyecto Scavage, fue elegido al encontrarse ya registrado el dominio Storium, nombre con el que originalmente se denominó (además, poco después Storium fue la marca de un pendrive); sin embargo, la decisión de este nombre fue acertada pues Scavage significa "impuesto aduanero" y en latín el término Scavagium significa "inspección de mercaderías".

## La tecnología QuiXtor
QuiXtor, unión de las palabras quick (del inglés rápido) y store (almacenamiento) tuvo su comienzo como motor de búsquedas para el reconocimiento de patrones de ataque dentro de una solución de firewall denominada Pretorian.
El firewall Pretorian estaba diseñado para evitar intrusiones en máquinas conectadas permanentemente a Internet. En las primeras versiones del cortafuego sólo se podía detener los ataques más comunes, pero con el tiempo se mejoró el algoritmo de detección reemplazándolo por uno en lenguaje C, que podía detectar patrones difusos y resolver complejas formas de ataque. 
Luego de meses de optimizar el algoritmo, surgió la idea de portarlo a una solución más comercial dentro del mercado de motores de búsquedas, en especial sobre comercio exterior. En aquel entonces, se contaba con abundante cantidad de datos sobre importaciones y exportaciones y se procedió intentar aplicar el algoritmo para descubrir patrones y tendencias sobre variables comerciales y macroeconómicas; más tarde todo esto se convertiría en el embrión de QuiXtor.
Actualmente, esta tecnología de búsqueda fue reconocida en la categoría Tecnología Aplicada de los “Premios a la Inteligencia Argentina” Sadosky 2006 (en honor a Manuel Sadosky).

## La primera versión
La versión alpha de Scavage fue colocada en Internet durante julio del año 2003, y contaba con los datos desde 1994 hasta 2003 de exportaciones, y desde 2000 hasta 2003 para importaciones, información que se actualizaba mes a mes. La interfaz de búsqueda era bastante rudimentaria, e intentaba emular a los resultados de los buscadores de Internet.
La versión beta fue liberada el 20 de noviembre de 2003, donde se le añadió la búsqueda avanzada para la consulta a través de varias variables. Durante febrero del año 2004 se agregó un nuevo módulo que facilitaba la detección del desempeño comercial de un operador en particular y su estadística de importación de productos a lo largo del tiempo.
Finalmente, la versión definitiva de Scavage fue liberada al mercado el 25 de marzo de 2004, y una vez concluida la labor sobre la interfaz y motor de búsqueda se comenzó a perfeccionar el módulo de indexación de datos, con el objetivo de reducir el tiempo de procesamiento de actualizaciones.

## La segunda versión
Si bien la primera versión de Scavage fue un éxito, procesando más de 140 consultas por segundo y recibiendo cerca de 200.000 consultas al mes, muchas cosas se podían mejorar. Según se comenta, luego de una difícil presentación en el Ministerio de Economía argentino, donde se llenó de críticas al sistema debido a su falta de estadísticas inmediatas y la carencia de ciertas búsquedas macroeconómicas, se volvió a la mesa de diseño con una gran cantidad de requerimientos y poco tiempo para completarlos.
Durante meses distintos modelos que intentaban atacar el problema de recuperación de información estadística debieron ser descartados hasta que a principios del año 2005 el nuevo prototipo de QuiXtor fue rediseñado completamente para convertirse en un motor de búsquedas orientado a la minería de datos.
Los principales cambios en la segunda versión afectaron a la presentación de resultados, estratificando la información en distintas capas (estadísticas, consolidadas y analíticas), además de incorporar la actualización de movimientos de importación y exportación con frecuencia diaria y proporcionando amplias mejoras en búsqueda avanzada y descarga de información.

### Diferentes estratos informativos
Quizá el cambio más significativo que aportó la nueva versión de Scavage fue la incorporación de múltiples capas de información, de acuerdo a la consigna: cuanta mayor cantidad de datos sean ingresados por el usuario, se devolverá mayor detalle y precisión en los resultados de búsqueda, con este concepto en mente toda búsqueda se transforma en una inspección, examinando la información desde un punto de vista amplio (a un nivel macroeconómico) hasta ir focalizándose cada vez con mayor detalle en los resultados analíticos (las operaciones aduaneras en sí), que constituye el nivel analítico.
Las consultas estadísticas pueden proyectarse por aduana, país de origen/procedencia, producto (apertura nacional del nomenclador de mercaderías), operador (importador/exportador) y tipo de movimiento (a consumo, temporales, zona franca, etc.), y ejercicio económico anual, y cualquier combinación posible de estos factores, y obtener valores FOB (en dólares), cantidades normalizadas de producto importado o exportado y número de movimientos (operaciones).
Del informe estadístico es posible analizar de que manera está compuesto por medio del resultado consolidado, donde todas las variables macroeconómicas son proyectadas simultáneamente y donde además se agregan las Marcas relevantes.
La última capa de información la forman las operaciones mismas. Cada operación a su vez se desarrolla como una vista de árbol, formada por items y subitems, que declaran cada artículo de mercadería importado o exportado.

### Búsquedas por marca y modelo
Otra de las mejoras implementadas fue la detección de artículos de mercadería presentes en cada una de las operaciones. Mediante un sofisticado mecanismo de datamining, Scavage asocia las marcas de un producto junto a su partida arancelaria, de ese modo aumenta la precisión de los resultados, devolviendo los artículos de mercadería por su denominación y agrupados por la codificación aduanera, utilizando el sistema armonizado de designación y codificación de mercaderías.